# Andra slaget vid Charkov
Det andra slaget vid Charkov, namngivet av Wilhelm Keitel, var en motoffensiv av Axelmakterna i regionen runt Charkov mot Röda arméns brohuvud vid Izium som genomfördes från 12 till 28 maj 1942 på Östfronten under andra världskriget. Målet var att eliminera brohuvudet över floden Donets som var en av Sovjets offensiva mellanområden. Efter en framgångsrik vintermotoffensiv som drev tyska trupper bort från Moskva, men som även utarmade Röda arméns reserver, var Charkivoffensiven ett nytt sovjetiskt försök att utöka sitt strategiska initiativ, även om man misslyckades med att genomföra dess överraskningsmoment.
Den 12 maj 1942 inledde sovjetiska styrkor under befäl av marskalk Semjon Timosjenko en offensiv mot den tyska 6. Armee. Efter inledande framgångar stoppades offensiven av tyska motanfall. Kritiska misstag från flera stabsofficerare och av Josef Stalin själv, som misslyckades att exakt uppskatta 6. Armees potential och överskattade sina egna nyutbildade styrkor, ledde till en framgångsrik tysk kniptångsmanöver som separerade de framryckande sovjetiska trupperna från resten av fronten.